# تپه سرشرفدارکلا
تپه سرشرفدار کلا مربوط به هزاره اول است و در شهرستان ساری، بخش مرکزی، روستای شرفدار کلا واقع شده و این اثر در تاریخ ۱ مهر ۱۳۸۲ با شمارهٔ ثبت ۱۰۲۹۵ به‌عنوان یکی از آثار ملی ایران به ثبت رسیده است.